# Адет-и агнам
Адѐт-и агна̀м или ресм-и агнам е годишен налог в Османската империя върху овцете и козите в размер на 1 акче на две глави добитък.
В султанските хасове се събира по 1 акче на глава добитък. В хасовете и държавните мукатаи налогът се дава на откупвачи.